# 過去に存在した北陸地区・甲信越地区・東海地区のダイエーの店舗
過去に存在した北陸地区・甲信越地区・東海地区のダイエーの店舗（かこにそんざいしたほくりくちく・こうしんえつちく・とうかいちくのダイエーのてんぽ）は、株式会社ダイエーおよび子会社の北陸地区・甲信越地区・東海地区における閉鎖店舗を掲載している。
かつてフランチャイズ提携によりダイエーの店舗として営業していた店舗で、フランチャイズ中の閉店、フランチャイズ契約解除による離脱の店舗については過去に存在したダイエーのフランチャイズ店舗を参照。
現行店舗については、ダイエー店舗情報を参照。
- 無印はダイエー。それ以外は基本的にブランド名を記述。
- 店舗名の後ろについている×は現在建物が解体された店舗。
- （）内の旧:○○は、運営していた会社の変遷。ただし、閉店直後の運営会社については下記に記述する。
- SC名称は届出が出ていた店舗のみ可能な限り記述する。

## 北陸地区
2005年（平成17年）10月31日の金沢店の閉店で、北陸地方から完全に撤退した。

### 富山県
- ハイパーマート ダイエープラザ店 → ハイパーマート富山店（旧:タイヨー、1991年（平成3年） - 1992年（平成4年）12月直営化[3] - 2001年（平成13年）2月28日[4][5]） SC名称:ダイエープラザ
  - 敷地面積33,942.22m2[6]、鉄骨鉄筋コンクリート造3階建て・延べ床面積42,681.302m2[6]。
  - トーメングループが開発してダイエーグループに貨貸する形で1988年（昭和63年）11月30日に開業した富山ショッビングセンター「ダイエープラザ」[7][8]内に存在していた。ハイパーマートの前身は地元老舗スーパーの「タイヨー富山店」で第一次オイルショックでの経営悪化に伴ってダイエーと業務提携していた。1992年（平成4年）にタイヨーが破産したために直営化された[9]。ハイパーマート業態だったが、ダイエー・ハイパーマート[広報 2]やディー・ハイパーマートに譲渡されず、直営のまま2001年（平成13年）に閉店となった。
  - 跡知は複合型ショッピングセンター[10]「マイプラザ」となった（2001年〔平成13年〕5月2日開店[11]）。かつてはスーパーマーケットの新鮮市場や三共ジョーシンなどが出店していたが[12]、その後はダイソーなどを除いて小売店の撤退が相次ぎ、パチンコ店「パチンコ&スロット イーゾーン」、ゲームセンターのアピナ富山南店、全国初の大規模公衆浴場（スーパー銭湯）である「プラ座ゆ」[8]を核としたアミューズメント施設に近い施設となっている[広報 3]。
- 高岡店×（旧:高岡ショッパーズプラザ、1976年（昭和51年）10月1日[13][14][15] - 1999年（平成11年）5月31日[16]） 高岡市駅南1-2-1[17] SC名称:高岡ショッパーズプラザ
  - 地下1階・地上2階建て一部3階建て[13]、店舗面積約10,558m2[13]。
  - 直営店舗面積約13,004m2の店舗であった[16]。北陸1号店で、開店当時は県内最大の巨艦店舗であった[18]。高岡市の商業施設で初めて屋上駐車場を完備し、駅ビル・地下商店街などと地下通路で結ばれていた[19]。ピーク時の1981年には89億円の売り上げがあったものの、ダイエー本社の業績不振と近くにあった高岡サティ(その高岡サティも2009年1月22日に閉店)との競争激化を理由に撤退。跡地は光陽興産（高岡市）が取得[20]し、パチンコトヤマ高岡店(後に店名はパチンコニュージャランと変わった)[21]となったが、2016年に閉店。2019年に建物を解体し、大和ハウス工業（大阪市）が光陽興産から跡地の売買契約を済ませた。跡地は商業施設などへ再開発することが検討されていた[20]が、高岡駅周辺の集客力が低下していることから、当面の間は平面駐車場として整備されることになった[22]。その後、2025年3月末を目処に高岡市が跡地を売買契約締結する見込みとなり[23]、同年3月31日付で売買契約が締結された。なお、取得後も当面の間はコインパーキングの営業を続ける[24]。

### 石川県
- 金沢店×（1981年（昭和56年）10月23日[25] - 2005年（平成17年）10月31日[1][2]）
  - 延べ床面積約16,521m2[26]、店舗面積8,342m2[26]。
  - 金沢三和東洋ビルに入居していたが、閉店後にモルガン・スタンレー・グループに土地・建物の所有権が移転し[27]、2007年（平成19年）2月末に日本レイトがモルガン・スタンレー・グループと土地・建物の所有権移転契約を交して[28]取得し[29]、2007年（平成19年）3月20日から金沢市と協議を行って市の意向を反映させながら計画作りを進め[30]、2008年（平成20年）1月8日に地下1階から地上4階の商業フロアとなった地上13階地下1階の都市型の高級ホテルを建設する構想を発表した[31]。
  - しかし、テナント招致が難航したため低層階の商業ビルとする案が浮上し[32]、2009年（平成21年）11月に地上6階地下1階の複合ビルを開発する構想へ変更されたものの、翌月の2009年（平成21年）12月に債権者のオリックスが担保不動産として競売開始を申し立て金沢地方裁判所から競売開始の決定が出たため、日本レイトが任意売却の意向を表明して競売開始の申し立てを取り下げられた[33]。
  - 2010年（平成22年）4月12日にだいいちコンフェクショナリ（加賀市）が日本レイトから敷地を取得した[33]が現在も空き地となっており、2012年（平成24年）5月に1〜3階が菓子店や飲食店などの商業施設で4階は事務所、5〜10階は賃貸マンションとする地上10階地下1階のビルを2012年（平成24年）9月1日に着工して2014年（平成26年）3月の完成を目指して建設する計画書がだいいちコンフェクショナリグループから金沢市に提出された[34]。
  - 2014年（平成26年）4月26日に1階から3階が複合商業施設で5階から10階は賃貸マンションの「ル・キューブ金沢」が開業した[35]。

### 福井県
直営での出店はなく、県内にはヤスサキによるフランチャイズ店舗しか存在しなかった。

## 甲信越地区
2016年（平成28年）3月1日に本州の総合スーパー29店舗が「イオンリテールストア」に承継されて、大月店の運営がイオンリテールへ移管されて3月6日に「イオン大月店」として新装開店することになったことにより、甲信越地区からは完全撤退となった。

### 山梨県
- 甲府店 → トポス甲府店[38]（1974年（昭和49年）11月16日[39] - 1999年（平成11年）11月14日[40][41]） 甲府市中央1丁目5-4[17] SC名称:甲府銀座ビル（旧:甲府ショッパーズプラザ）
  - 店舗面積9,363m2[17]。
  - 1989年（平成元年）9月にトポスに業態転換[3]。
  - 店舗跡は甲府銀座ビルとなり、2003年（平成15年）6月にオギノかすがもーる店[42]と甲府市役所の一部機能や「まちなか健やかサロン」と「こうふアルジャン」という市の施設が入居した[43]。
  - しかし、2009年（平成21年）2月14日にそれらの施設が閉鎖となり[43]、空きビル化した[44]。
  - 2014年（平成26年）7月7日付で不動産開発会社「アクロス」がビルを取得し[45]、同年11月から建物は解体される予定となった[44]。解体後の跡地には、1階が商業施設で2階から14階がマンションで約120戸が入居するビルを建設する計画となっている[44]。
- 富士吉田店（旧:ヤオハン、1998年（平成10年）12月1日 - 2002年（平成14年）5月31日[要出典]） 富士吉田市
  - 店舗面積7,861m2[46]。
  - ヤオハンが1995年（平成7年）12月1日に「ハイパー富士吉田ヤオハン」として食品スーパーとディスカウントストアの複合型のハイパーマーケットと称する業態で開業した店舗である[47]。
  - ヤオハンによりセイフーに売却された後、大型店であるため東海ダイエーが運営していたが末期にはダイエー自体が運営していた。跡には、ケーヨーデイツー富士吉田店になっている。
- トポス富士吉田店×（旧:忠実屋[48]、1973年（昭和48年）6月開店[49] - 1994年（平成6年）3月1日 - 1999年（平成11年）12月31日） 富士吉田市 SC名称:渡東ビル[48]
  - 店舗面積約5,463m2[38]。
  - 株式会社 渡東地所の所有する建物に出店。
  - 忠実屋富士吉田店の店舗面積4,602m2[49]。
  - 店舗跡は建て替えられ、セルバ、ザ・ダイソーが出店している[50]。
- 櫛形店（旧:ヤオハン、1994年（平成6年）10月27日[51] - 1999年（平成11年）12月31日[52]） 中巨摩郡櫛形町小笠原字雨久保1438-1[53]（現・南アルプス市）
  - 鉄骨造平屋建て[53]、売場面積11,800m2[54]。
  - 「櫛形プラザヤオハン」として開店し、開業時にはテナント23店入居するショッピングセンターであった[51]。
  - ヤオハンによりセイフーに売却された後、大型店であるため東海ダイエーが運営していた。黒字を目指すも集客がなく経営見込めず閉店。[要出典]跡は、スーパーセンタートライアル→メガセンタートライアル南アルプス店になっている。ダイエー撤退後、約4年の間空家状態であった。[55]なお、ダイエーグループのアミューズメント「らんらんらんど（株式会社ファンフィールド）」はモーリーファンタジーに転換された後、2017年2月19日に閉店し、その後アミュージアム南アルプス店となった。[要出典]
- グルメシティ上野原店（旧:忠実屋[49]、1972年（昭和47年）7月[49][56] - 2011年（平成23年）8月28日[広報 4]） 上野原市 佐々木ビル[56]
  - 閉店時の直営店舗面積1,295m2[広報 4]。
  - 忠実屋上野原店の店舗面積1,295m2[49]。
- セイフー河口湖店 → グルメシティ河口湖店（旧:ヤオハン、1987年（昭和62年）11月[57] - 2012年（平成24年）5月20日） 南都留郡富士河口湖町船津字松の木2986[58] SC名称：河口湖ショッピングセンター ベル[58]

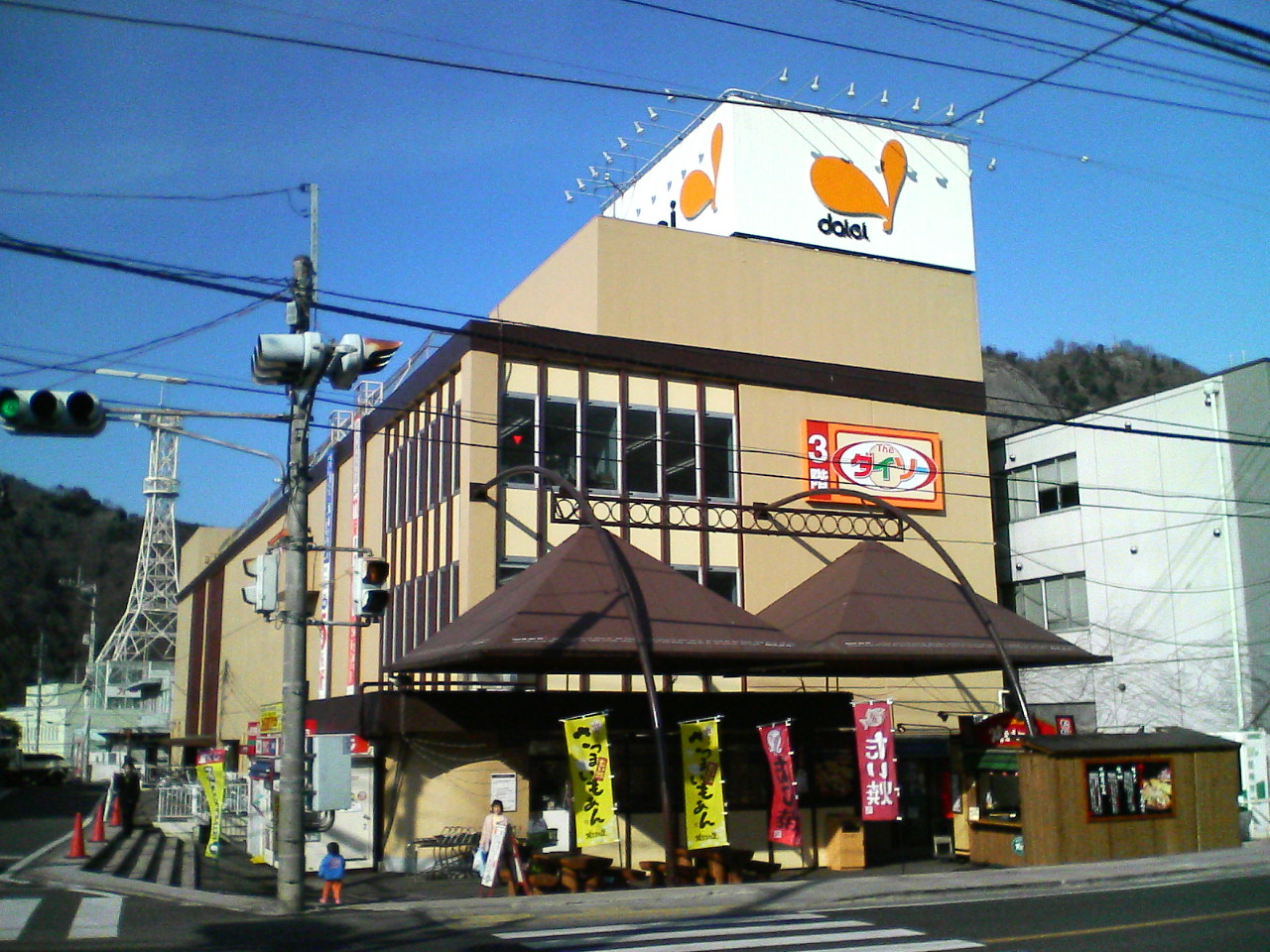
ダイエー大月店

  - 敷地面積約7,442m2[58]、鉄筋コンクリート造地下1階・地上4階建て塔屋1階[58]、延べ床面積約19,483m2[58]、店舗面積約9,858m2[58]（直営店舗面積約4,564m2[58]）、駐車台数約1,200台[58]。
  - 1987年（昭和62年）11月12日に[58]ヤオハン河口湖店として開店[57]。

- 大月店（旧:忠実屋[59]、1973年（昭和48年）4月開店[49][59][60] - 1994年（平成6年）3月:ダイエー大月店[37] - 2016年（平成28年）3月1日:イオンリテールに移管[37]） 大月市御太刀1丁目13-30[59][60]
  - 地上3階建てで[37]、店舗面積3,192m2[60]、延べ床面積約5,243m2[60]。直営店舗面積約2,900m2[60]
  - 2016年（平成28年）3月6日に「イオン大月店」として新装開店することになった[37]。
  - 忠実屋大月店の店舗面積2,832m2[49]。

### 長野県
- 長野店（1976年（昭和51年）4月2日[61] - 2000年（平成12年）12月31日[62]） 長野市大字南長野新田町1500[63][64] SC名称:長野センタービル
  - 店舗面積約9,227m2[64]、駐車台数約420台[64]。
  - 株式会社 長野センタービルの所有する建物に出店。跡地は「もんぜんぷら座」になっている。詳細はリンク先を参照。
- ハイパーマート長野若里店 → ディー・ハイパーマート長野若里店[広報 5]→0709：長野若里店（1998年（平成10年）10月23日[65] - 2005年（平成17年）11月30日[66]） 長野市
  - 元々長野冬季オリンピックのプレスセンターとして建設されたもので、店舗面積が35,000m2を超える大型店舗であった[65]。五輪終了後は商業施設へ転用することが最初から決定していた建物である。当初は直営であったが、1999年（平成11年）8月1日に株式会社ダイエー・ハイパーマートに[広報 2]、さらに2000年（平成12年）9月1日に株式会社ディー・ハイパーマートに移管された[広報 5]。さらに2002年（平成14年）9月1日にダイエーに再度譲渡され「長野若里店」になった。[要出典]
  - 閉店後、物件は大阪府の不動産会社が取得。その後北越ケーズ（ケーズホールディングス新潟地区子会社）に一括賃借した上で商業施設として開発されることになり、同社運営による「ケーズデンキ」とスーパー「原信」の新潟県内2社をキーテナントとする専門店複合型商業施設として2007年（平成19年）3月8日から「ケーズタウン若里」となった[67]。
- 松本店 → ハイパーマート松本店 → （1994年（平成6年）6月3日[68] - 1999年（平成11年）11月30日[40][69]） 松本市
  - 売場面積約12,300m2（直営売場面積約9,400m2、専門店売場面積約2,900m2）で約1,500台収容の駐車場を併設したディスカウント型のハイパーマートの店舗だった[68]。
  - 1996年（平成8年）6月30日にダイエーがガソリンスタンドを併設した初の店舗でもあった[70]。
  - 1997年（平成9年）7月10日に開業時の約2.5倍に当たる約88,000品目へ大幅に品揃えを拡充すると共に生活シーン別の売場構成への変更や顧客を強制的に一方通行で進ませる売場導線を見直すなどハイパーマートの問題点の修正を図った改装を行って新装開店した[71]。
  - 閉店後2000年（平成12年）からはパチンコチェーン「よろこびの街100万ドル南松本店」やアルペン(その後、高宮に移転し撤退)、コジマ[72]、宮脇書店が入居、立体駐車場でフリーマーケットも開催されていた。ビルの改修工事の為2008年（平成20年）4月から一時休業し、2008年（平成20年）8月にリニューアルオープン。よろこびの街100万ドルとコジマは移転オープンにより撤退し、新たに「ヤマダ電機テックランド松本本店」と「生鮮&業務スーパー ユー・パレット南松本店（マツヤとオーシャンシステム（業務スーパーのフランチャイズ）の提携）」がメインテナントの商業施設となった。併設のDMガスステーションは現在も存続している。[要出典]
- セイフー松本沢村店×（旧:ササイ沢村店、1978年（昭和53年）12月開店[73] - ?） 松本市沢村1-14-28
  - 店舗面積約150m2[73]。
  - 1996年（平成8年）3月にセイフーが営業権を取得して継承した[74]。
  - 跡地は、アップルランド沢村店となった後、解体され、2010年（平成22年）1月現在はセブンイレブンとなっている。[要出典]
- セイフー松本大手店×（旧:ササイ本店、1960年（昭和35年）5月開店[73] - 2005年（平成17年）8月19日[75]） 松本市大手4-4-17
  - 店舗面積約648m2[73]。
  - 1996年（平成8年）3月にセイフーが営業権を取得して継承した[74]。
- グルメシティ諏訪インター店（1998年（平成10年）1月30日[76] - 2005年（平成17年）8月31日[77][66][78]） 諏訪市
  - グルメシティの1号店であった[79]。十字屋運営の複合商業施設「諏訪ステーションパーク」に入居していた[80]。
  - 店舗跡は、ニシザワが引継いで[81]2005年（平成17年）11月9日に「ベルシャイン諏訪インター店」となった[82]。その後、2009年（平成21年）9月3日に「バロー諏訪店」として新しくオープンしている[83]。

### 新潟県
- 新潟店（1973年（昭和48年）11月23日[84][85] - 2005年（平成17年）11月30日[86][87]）（旧:新潟ショッパーズプラザ） 新潟市万代町1-5-1[84][88]（現・中央区） SC名称:万代シテイビル
  - 敷地面積約7,360.06m2[89]、鉄筋コンクリート造地下1階地上6階建て・塔屋付[89]、延べ床面積約34,601.23m2[89]、店舗面積17,888m2[84]（当社売場面積約16,369m2[84]）}、駐車台数約600台[90] → 約1,200台[84]。
  - 新潟交通が開発した万代シテイの中核店舗の一つだった[91]。
  - 1979年（昭和54年）には全国のダイエー店舗で売り上げ1位になった[87]。
  - 店舗合理化策により2005年（平成17年）11月30日に閉店したが、同月期の売上高は閉店セールの効果等で、全国1位を記録している[86]。
  - 2006年（平成18年）に新潟交通が、旧ダイエー跡の大幅改装と運営を三井不動産とららぽーとに委託し、2007年（平成19年）3月2日に専門店複合型の商業施設「ラブラ万代」が開業した[92][93][94]。
  - 地下1階ではイオンリテールが運営する食品・日用品を中心としたスーパー「イオン ラブラ万代店（後にイオンスタイルラブラ万代）へ店名を変更）」が営業を行っている。当時イオンでは「ジャスコ」「サティ」「マックスバリュ」などのスーパーの店舗ブランドを展開していたが、現在展開している店舗ブランド「イオン」としては、ラブラ内の店舗が全国初の店舗である。[要出典]その他詳細はLoveLa万代の項を参照。
- セイフー寺尾店（旧:こたや[注釈 1]→やませ[59][95]、? - 1979年（昭和54年）7月[59] - ?） 新潟市寺尾900番地[59]（現・西区）
  - 店舗面積約1,302m2[26]。
  - 1996年（平成8年）9月にセイフーに営業権を譲渡[74]。
  - 跡地にはチャレンジャー寺尾店が入居。[要出典]
- セイフー大形店（旧:やませ[95]、1984年（昭和59年）1月14日[96]） 新潟市大形本町2-12-21[26]（現・東区）
  - スーパーやませ大形店の店舗面積968m2[97]、延べ床面積約1,202m2[97]。
  - 1996年（平成8年）9月にセイフーに営業権を譲渡[74]。
  - チャレンジャー大形店となった。[要出典]
- セイフー石山店（旧:やませ[95]、1985年（昭和60年）11月30日 - ?） 新潟市中野山1-4-1[98]（現・東区）
  - 1996年（平成8年）9月にセイフーに営業権を譲渡[74]。
  - ドラッグホシノ中野山店となった。[要出典]
- セイフー栄町店（旧:やませ、1963年（昭和38年）7月15日[99] - ?） 新津市本町3-9-15[99][100]（現・新潟市秋葉区新津本町）
  - 延べ床面積約370m2[99]、店舗面積約220m2[99] → 約933m2[100]。
  - 旧:やませ本店[101]
  - 1996年（平成8年）9月にセイフーに営業権を譲渡[74]。
  - 株式会社オーシャンシステム倉庫となった。[要出典]
- セイフープラザ店（旧:やませ[95]、1973年（昭和48年）11月[97] - ?）新津市本町4-28-21[100]（現・新潟市秋葉区新津本町）
  - スーパーやませプラザ店の延べ床面積約1,017m2[97]、店舗面積847m2[100]。
  - 1996年（平成8年）9月にセイフーに営業権を譲渡[74]。
  - チャレンジャープラザ店となったが閉店した[要出典]
- セイフー荻川店（旧:やませ[95]、1977年（昭和52年）9月[100]23日 - ?） 新津市中野江向211[100]（現・新潟市秋葉区）
  - スーパーやませ荻川店の延べ床面積約1,279m2[97]、店舗面積721m2[100]。
  - 1996年（平成8年）9月にセイフーに営業権を譲渡[74]。
  - チャレンジャー荻川店となった。[要出典]
- セイフー田家店（旧:やませ田家店[59]、1979年（昭和54年）6月1日[102] - ?） 新津市田家2-1956-1[100]（現・新潟市秋葉区）
  - スーパーやませ田家店の店舗面積917m2[100]。
  - 旧:やませ本社[95]
  - 1996年（平成8年）9月にセイフーに営業権を譲渡[74]。
  - チャレンジャー田家店（店舗面積1,347m2）となった[56]。
- セイフー袋津店（旧:やませ[95]、1983年（昭和58年）7月[96]22日 - ?） 中蒲原郡亀田町[95]（現:新潟市江南区）
  - 店舗面積832m2[26]。
  - 1996年（平成8年）9月にセイフーに営業権を譲渡[74]。
  - チャレンジャー袋津店となった。[要出典]

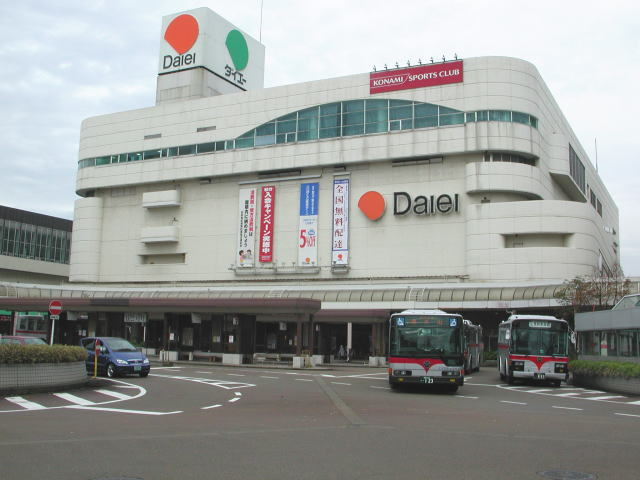
ダイエー長岡店
（2004年（平成16年）11月14日撮影）

- 長岡店（建物存続）（1985年（昭和60年）9月27日[103] - 2005年（平成17年）8月31日[77][78][91][66]） 長岡市台町2丁目甲749-8[103] SC名称:越後交通ビル[48]
  - 敷地面積約10,406m2[103]、鉄骨鉄筋コンクリート造地下1階地上6階建て塔屋1階[103]、延べ床面積約23,940m2[103]、売場面積約9,959m2[103]（当社売場面積約5,754m2[103]） → 店舗面積13,093m2[48]（直営10,828m2[48]）、駐車台数約450台[103]。
  - 越後交通ビル（述べ床面積37,420m2）の核店舗として出店していた[48]。
  - ダイエー撤退後はキーテナントが決まらず、1階正面口横の越後交通バス案内所と、6階のコナミスポーツクラブ長岡が営業しているのみという状態が長らく続いた。この間、複合型商業施設として再開発する構想や、長岡市役所の移転先として名が挙がったこともあったものの、施設活用に向けた具体策が決まらず難航していた。[要出典]
  - だが2007年（平成19年）7月17日、3階に越後交通の本社が移転。同社が各方面に出店交渉を進めた結果、12月1日に1階、2階を宮脇書店、ファッション市場サンキなど13店舗のテナントから成る複合型商業施設「E・PLAZA」としてリニューアルオープンした[104]（当初は9月頃のオープンを目標としていたがテナント交渉が難航し、開店時期がずれ込んだ）。その後神戸物産のフランチャイズであるオーシャンシステム（三条市）と契約を締結。2008年（平成20年）6月17日、地下1階に「生鮮&業務スーパー チャレンジャー 長岡E・PLAZA店」が出店した（同年11月に生鮮品の取扱いを終了して業態転換し「酒&業務スーパー 長岡E・PLAZA店」に改称）。なお商業フロアのうち3階は越後交通の本社機能の一部、4階は空きフロアとなっていたが、2012年（平成24年）7月、この2フロアに山下家具店長岡店が移転開業した。[要出典]
- ダイエーカネダイ新発田店× （1979年（昭和54年）9月14日[105][106] - 1989年（平成元年）6月30日[107]） 新発田市中央町3-6-16[108] SC名称:新発田ダイエー 新発田市中央町3-6-16[109]
  - 店舗面積約3,340m2[110]。
  - ダイエーの新潟県内初のフランチャイズ店として出店した[106]。
  - 同市を中心にガソリンスタンドなどを展開する商社「川崎商会」がダイエーとフランチャイズ契約し、中心部の川崎ビルに店舗を構えた。店名の「カネダイ」は同社の社章にちなむ。建物が手狭となったため1990年（平成2年）、郊外の日渡（同社新発田バイパス給油所敷地内）に移転し、後述の「ダイエー新発田店」に改称した。なお川崎ビルはダイエー移転後、川崎商会本社となったが、2019年9月に川崎商会が新社屋に移転したため、解体された。[要出典]
- 新発田店 → グルメシティ新発田店（1990年（平成2年）11月22日[111] - 2001年（平成13年）4月30日[112]
  - 直営店舗面積約3,664m2[113]。

。
- - 前述のダイエーカネダイ新発田店の移転店舗。跡地にはマルハン新発田店が入居。[要出典]

## 東海地区
2015年（平成27年）9月に愛知県名古屋市内5店舗の運営をイオンリテールに移管して法人として完全に撤退し、同年10月1日に店名を「イオン」へ変更した。

### 愛知県

#### 名古屋市
- 栄店×（1971年（昭和46年）5月13日[117] - 2005年（平成17年）10月31日[118][119]） 名古屋市中区栄三丁目2番17号[17] SC名称:名古屋商業ビル（旧:栄ショッパーズプラザ）
  - 開店時の店舗面積11,124m2[117]、駐車台数約50台[64]。
  - 跡地にはパチンコ店を展開するキング観光が地上9階地下1階建てのビルを2010年（平成22年）5月1日に着工することになった[120]。
- （初代）× →（2代）金山店（1973年（昭和48年）6月30日[121] - 2012年（平成24年）9月30日（初代）閉店[122][広報 6] - 2014年（平成26年）7月3日[123][124] - 2015年（平成27年）9月:運営をイオンリテールに移管[115]） 名古屋市中区金山一丁目11番17号[17] SC名称:前蔵ビル[125]（旧:金山ショッパーズプラザ）
  - 地下2階地上6階建て[122]、延べ床面積約16,560m2[26]、店舗面積約9,251m2[17][64]、駐車台数約60台[64]。
  - 前蔵ビルに入居しており[125]、都市型多層階のGMSであった[122]。
  - （初代）閉店時の直営店舗面積7,124m2[広報 6]。
  - 前蔵と共同で解体後に新店舗の建設を行い[125]、2014年（平成26年）7月3日に総菜売り場など中食と呼ばれる分野を強化して同名の「（2代）ダイエー金山店」として再開業した[123][124]。
  - 2015年（平成27年）9月に5店舗の運営をイオンリテールに移管して[115]法人として完全に撤退し[116]、同年10月1日に店名を「イオン」へ変更した[114]。

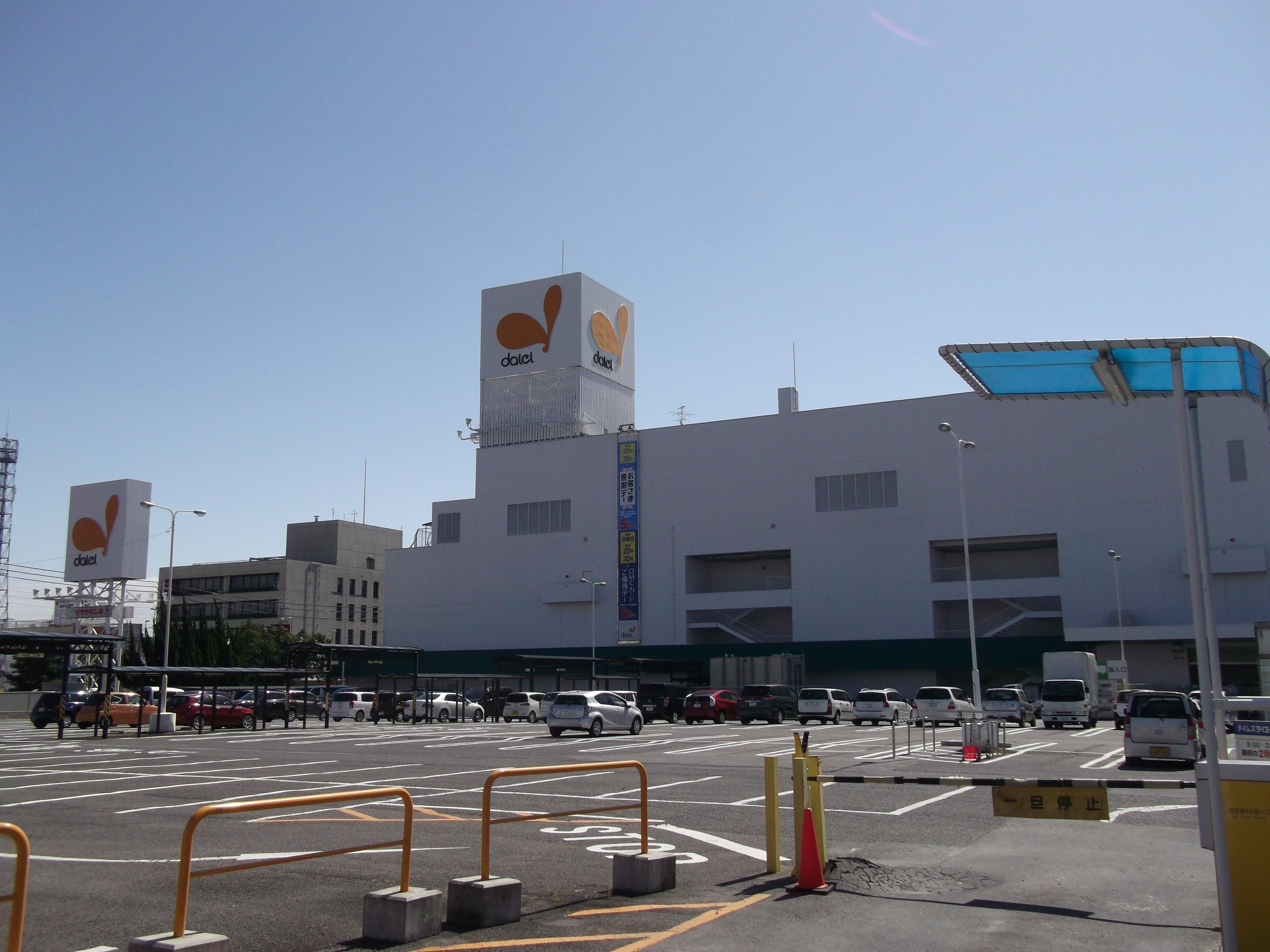
ダイエー上飯田店

- 上飯田店 ×（1973年（昭和48年）4月27日[126][127] - 2015年（平成27年）8月31日） 名古屋市北区織部町1[126] SC名称:ダイトウオリベック[126]
  - 敷地面積約37,731m2[127]、鉄筋コンクリート造地上4階建て塔屋1階[127]、延べ床面積約15,615m2[127]、店舗面積9,902m2[127]（直営店舗面積9,321m2[127]）、駐車台数約790台[90]。
  - 大東紡織の工場跡地に出店した[128]。
  - 2015年（平成27年）9月に5店舗の運営をイオンリテールに移管して[115]法人として完全に撤退し[116]、同年10月1日に店名を「イオン」へ変更した[114]。
  - 2020年（令和2年）2月29日をもって建て替えのため閉店。跡地はイオンリテール運営による都市型ショッピングセンター「そよら上飯田」が2022年（令和4年）4月7日に開業した[129]。
- 高辻店 → トポス高辻店×（1973年（昭和48年）6月30日[130] - 1993年（平成5年）8月：トポス高辻店[97] - 2002年（平成14年）3月31日[131]） 名古屋市昭和区白金三丁目6番27号[130] SC名称:シャンピアショッピングセンター[130]（旧:高辻ショッパーズプラザ）
  - シャンピアショッピングセンタービルの敷地面積約21,676m2[130]、鉄筋コンクリート造地下1階地上3階建て塔屋1階[130]、延べ床面積約16,730m2[90]、店舗面積7,826m2[130]、駐車台数約600台[130][90]。
  - 店舗面積約5,382m2[38]。
  - 跡地には2003年（平成15年）にフィール、エイデン（のちエディオン）等による複合商業施設「シャンピアポート」が開店した[132]。
- 今池店（1969年（昭和44年）11月30日[133][134] - 2015年（平成27年）8月31日） 名古屋市千種区今池五丁目13番26号[135] SC名称:今池ショッパーズプラザ[134]
  - 敷地面積5,688.03m2[134]、鉄筋コンクリート造地下1階地上3階建て[134]、延べ床面積約17,000m2[134]、店舗面積12,000m2[134]（直営店舗面積9,136.3m2[134]）、駐車台数約80台[134]。
  - ダイエーの東海地方かつ中部地方に於いての1号店[133]。
  - 開業時点では、3階フロアは東京や名古屋などの専門店を集めたフロアとなっていたが、客脚が伸び悩んで撤退が相次ぎ、ユニー今池店が開業するころには大半が自社売り場となっていた[133]。
  - 2015年（平成27年）9月に5店舗の運営をイオンリテールに移管して[115]法人として完全に撤退し[116]、同年10月1日に店名を「イオン」へ変更した[114]。
  - 店舗の老朽化に伴う建て替えのため、2024年（令和6年）2月29日閉店[136]。
- 鳴子店（初代） → ハイパーマート鳴子店 → ディー・ハイパーマート鳴子店 → 鳴子店（2代）×（1972年（昭和47年）9月15日開店[137] - 2013年（平成25年）7月31日[広報 7][138]） 名古屋市天白区天白町大字野並字境根2010[17] SC名称:なごや鳴子ショッパーズプラザ[137]
  - 敷地面積約12,000m2[137]、平屋建て[137]、延べ床面積約6,930m2[137]、店舗面積5,312m2[26]（直営店舗面積約3,660m2[137]）、駐車台数約300台[137]。
  - 閉店時の直営店舗面積約4,284m2[広報 7]。
  - 跡地には分譲マンションを建設する計画が進められている[139]。
  - 当初は直営であったが、2000年（平成12年）9月1日に株式会社ディー・ハイパーマートに移管された[広報 5]。そのあと再度直営店となり、40年以上の営業を終えた。
- Kou'S金城埠頭店（1999年（平成11年）3月25日[140] - 2001年（平成13年）7月31日[141]） 名古屋市港区金城ふ頭
  - ワンフロア売場面積約10,000m2で1,200台の駐車場を併設した店舗に約3万点の品揃えで営業を開始した[140]。
  - 閉店後は安井家具が運営する大型家具専門店「ファニチャードーム名古屋新本店」が開業したが、2015年7月17日に店舗駐車場だった場所へ「ファニチャードーム本店」として新築移転オープン[広報 8]。
  - 旧店舗は取り壊されたのち、跡地へ「名古屋市営金城ふ頭駐車場」が建設され、2017年3月1日から営業を開始している。[要出典]
- メイトピア店（旧：名東ショッピング、1983年（昭和58年）9月23日[142] - 2015年（平成27年）8月31日） 名古屋市名東区高間町501[60] SC名称:名東ショッピングセンター[60]
  - 延べ床面積約14,987m2[60]、店舗面積約9,523m2[60]（直営店舗面積9,414m2[60]）。
  - 1991年（平成3年）9月に直営化[3]。
  - 2015年（平成27年）9月に5店舗の運営をイオンリテールに移管して[115]法人として完全に撤退し[116]、同年10月1日に店名を「イオン」へ変更した[114]。
- 名古屋東店（1999年（平成11年）5月28日[143] - 2015年（平成27年）8月31日） 名古屋市名東区猪子石原村崎243[143]
  - 鉄骨造り・地下2階・地上2階建て[144]、店舗面積約18,200m2[143]（直営店舗面積約14,500m2[144]）。
  - 2015年（平成27年）9月に5店舗の運営をイオンリテールに移管して[115]法人として完全に撤退し[116]、同年10月1日に店名を「イオン」へ変更した[114]。

#### 尾張（名古屋市以外）
- 一宮店 → トポス一宮店×（旧:ダイエー、1975年（昭和50年）10月24日[145][146][147] - 1989年（平成元年）11月11日業態転換 - 1992年（平成4年）6月[148]） 一宮市真清田1-1-28[17][64]
  - 店舗面積約12,357m2[17][64]、駐車台数約250台[64]。
  - 真清田神社に隣接する「えり正呉服店」等のあった場所に、同店を併設する形でビルを建設して出店した[145]。
  - 同年登場し、2005年（平成17年）まで使われていた2代目ロゴマーク「上弦の月」を採用した最初の店[146][147]。1984年（昭和59年）7月1日付けで赤字となっていた当店をダイエーから切り離し、子会社「東海ショッパーズプラザ」に移管した。[要出典]
  - 現在は取り壊され、跡地は2001年（平成13年）8月に葬祭場[149]の「平安会館」になっている。[要出典]
- ハイパーマート瀬戸店（1993年（平成5年）2月26日[150] - 2001年（平成13年）2月末[151]） 瀬戸市緑町1-106[150]
  - 1997年（平成9年）6月12日に鮮魚・惣菜売場への対面販売や青果の量り売りの導入と家電・衣料品売場への従業員を配置や案内係の導入、4.5万品目から6万品目への品揃えの拡充を行う大規模な改装を行って新装開店し、ハイパーマートの問題点の修正を図った[152]。
  - ダイエー・ハイパーマート[広報 2]にもディー・ハイパーマートにも譲渡されず直営が維持されたまま閉店になった。[要出典]
  - 閉店後、建物を維持したままユーストアに営業譲渡され、ユーストア菱野店が開店[153]。後に名称変更しピアゴ菱野店となる[154]。現在はドミー瀬戸菱野店が出店している。[要出典]
- ハイパーマート東郷店[155] → ディー・ハイパーマート東郷店[広報 5]（1999年（平成11年）6月17日[155][156] - 2002年（平成14年）5月31日） 愛知郡東郷町大字和合字北蚊谷29-1[155]
  - 名古屋市と豊田市を結ぶ国道153号線沿いの1,000台の大型駐車場を併設した店舗面積約6,908m2の店舗で、開業時から約65,000品目の品揃えで営業を開始した[155]。
  - 当初は直営であったが、1999年（平成11年）8月1日に株式会社ダイエー・ハイパーマートに[広報 2]、さらに2000年（平成12年）9月1日に株式会社ディー・ハイパーマートに移管された[広報 5]。2002年11月からは輸入中古車ティーラーのオートプラネット名古屋になっている[157]。

- プライスセーバー三郷店（旧・トウア、1994年（平成6年）9月[158]）
  - 店舗面積約425m2[158]
  - トウアのSMを酒類ディスカウント店に業態転換して開店した[158]。

#### 西三河

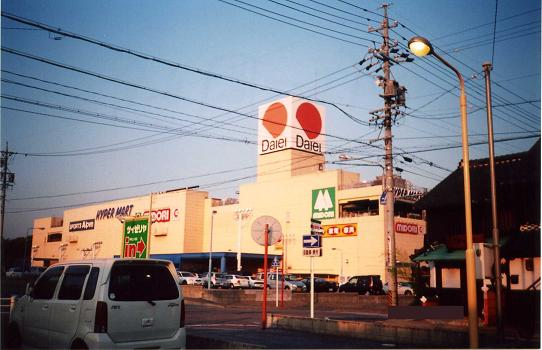
ハイパーマート岡崎店

- ハイパーマート岡崎店[159] → ディー・ハイパーマート岡崎店[広報 5]（1994年（平成6年）5月31日[159][160] - 2002年（平成14年）8月31日） 岡崎市上六名町字宮前1[160]
  - 敷地面積約43,952m2[160]、鉄骨造地上3階建て[160]、延べ床面積延べ床面積約47,340m2[160]、直営店舗面積約14,104m2[160]、駐車台数約2,000台[160]。
  - 当初は直営であった[159]が、2000年（平成12年）9月1日に株式会社ディー・ハイパーマートに移管された[広報 5]。
  - 直営店舗面積約14,104m2と41店で店舗面積約4,580m2の専門店で構成するショッピングセンターの核店舗として開業した[159]。
  - 現在は複合商業施設「コムタウン」として、スーパーのフィール、家電のエディオン、ホームセンターのケーヨーデイツー、家具のニトリが営業している（当初家電はミドリ電化だったが、ミドリがエディオングループの傘下に入ったのに伴い、店名が中部地区で展開されるエイデンに統一された）。[要出典]
- 安城店 → トポス安城店[161]×（1973年（昭和48年）7月20日[121]- 1998年（平成10年）11月[46]末） 安城市花ノ木町5-23[121] SC名称:（旧:安城ショッパーズプラザ[161]）
  - 店舗面積約6,541m2[161]（約6,452m2[162]）、駐車台数約185台[64]。
  - 1993年（平成5年）7月にトポスに業態転換[3]。
  - 1993年（平成10年）12月に閉店、建物を解体のうえ上述のとおり立体駐車場に変わっている[163]。
- Dマート高浜店（旧:ヤオハン、1997年（平成9年）5月16日[164] - 1998年（平成10年）11月15日） 高浜市高浜町中根45-1[165]
  - 敷地面積約6,841m2[165]、鉄筋コンクリート造3階建て塔屋1階[165]、延べ床面積約12,134m2[165]、店舗面積約7,675m2[165]、駐車台数約1,000台[165]。
  - 1985年（昭和60年）5月にヤオハン高浜店として開店[166]。唯一、ダイエーがヤオハンから売却された際に直営した店舗だった[164]。

#### 東三河
- 豊橋店×（1972年（昭和47年）9月8日[167] - 1998年（平成10年）5月[168]31日） 豊橋市広小路2丁目18-1[17] SC名称:センタービル[167]（旧:豊橋ショッパーズプラザ）
  - 延べ床面積16,405m2[167]、店舗面積約8,794m2[64]、駐車台数約50台[64]。
  - 開業当時は豊橋市の中心商店街の中では最も人通りが多い広小路の一角に出店しており、売り場は地下1階から地上5階まであった[169]。店舗面積約9,379m2[162]。センタービル株式会社等が所有する建物に出店。
  - 2003年（平成15年）6月から[170]建物を取り壊し[171]、跡地には2005年（平成17年）6月に地下1階・地上18階建てのコンチェルトタワー豊橋が完工した[172]。
- セイフー蒲郡店×（旧:ヤオハン、1981年（昭和56年）5月開店[49] - 1997年（平成9年） - 1999年（平成11年）[173]） 蒲郡市宝町1-21[174]
  - ヤマハチプラザビル（鉄筋鉄骨コンクリート造り3階建て、敷地面積6,884m2、延床面積17,470m2）の核店舗として出店していた[174]。また、1,000台収容の駐車場ビル（鉄骨造り4階建て、敷地面積5,133m2、延床面積11,299m2）を併設していた[174]。
  - 蒲郡駅北口に約1,000台収容の駐車場を併設した[175]1981年（昭和56年）5月にヤオハン蒲郡店として開店し[166][57]、1997年（平成9年）にダイエーグループのセイフー蒲郡店となったが1999年（平成11年）に閉店した[173]。
  - 2000年（平成12年）に店舗後の建物を取り壊し、跡地にパチンコチェーン店が進出[173]。
  - 2021年（令和3年）10月に上記のパチンコチェーン店が閉店し、現在は廃墟となったのち建屋が解体されて更地になっている（解体時期不明）。所有会社が商業施設を開業させる意向を示している[176]。

### 岐阜県
- 岐阜店×（旧:ダイエー→岐阜ダイエー[177]、1976年（昭和51年）3月19日[178][179] - 2002年（平成14年）4月30日[180]） 岐阜市清住町二丁目4-1[17] SC名称:岐阜醤油ビルディング[178]
  - 開業時の店舗面積12,362m2[178]。
  - 新岐阜駅（現・名鉄岐阜駅）近くの岐阜醤油の土地・建物を取得して出店した[178]。
  - 1971年（昭和46年）ころから岐阜への出店を計画したが、岐阜市商店街振興組合連合会が激しい進出反対運動を繰り広げ、売場面積が当初計画の約55%に削減された。
  - 末期には株式会社プランタン神戸が当店を所有していた。当初は直営であったが、赤字続きのため、ダイエーから切り離され子会社「岐阜ダイエー」が運営していた。[要出典]
  - 跡地には集合住宅のセントマークスとライオンズマンションが建設された[181]。
- ハイパーマート多治見店 → ディー・ハイパーマート多治見店[広報 5]（1997年（平成9年）11月20日[182] - 2002年（平成14年）8月31日[183]） 多治見市
  - 店舗面積7,141m2[46]。
  - 当初は直営であったが、1999年（平成11年）8月1日に株式会社ダイエー・ハイパーマートに[広報 2]、さらに2000年（平成12年）9月1日に株式会社ディー・ハイパーマートに移管された[広報 5]。
  - 跡はバロー多治見西店を核店舗とする[184][185]エバショッピングセンター（現・多治見インターモール）となった。
- FC中津川店 → 中津川店（旧:エコー中津川、1977年（昭和52年）9月2日[186][187] - 1993年（平成5年）5月1日直営化 - 1998年（平成10年）5月31日） 中津川市栄町1-1[187] SC名称:エコープラザ[97]
  - 敷地面積約1,926m2[187]、鉄筋コンクリート造地下1階地上6階建て塔屋2階[187]、延べ床面積約11,454m2[187]、店舗面積6,425m2[187]（直営店舗面積約5,324m2[187]）。
  - 開業当初はエコーが運営していたフランチャイズ店舗であった[186]。駅前市街地再開発事業で完成した「さかえビルディング」に出店しており[186]、株式会社さかえビルディングが建物所有していた[59]。後に直営化された。
  - 店舗跡は2000年（平成12年）に中津川市が買収して2001年（平成13年）から物産店や中津川市商工観光部・文化スポーツ部、中津川市教育委員会などが入居する「中津川市にぎわいプラザ」となった[188]。

### 三重県
- 津センターパレス店（1985年（昭和60年）4月5日開店[189] - 1995年（平成7年）閉店[190]） 津市
  - 敷地面積約4,904m2[189]、鉄骨鉄筋コンクリート造地下1階地上9階建て塔屋1階[189]、延べ床面積約24,441m2[189]、店舗面積約7,501m2[189]（当社店舗面積約3,536m2[189]）、駐車台数約218台[189]。
  - 津市役所の移転跡地を利用したショ ッピングセンター「津センターパレス」の核店舗として1981年（昭和56年）に津市に誘致されて出店した[190]。
  - すでにジャスコとニチイ[注釈 2]の両社が郊外地域に立地していた状況で中心市街地に立地していたため、不利な立地条件で、かつ、先発の競合店であるジャスコやニチイの両店に比べて売場面積小さくて競争力がなかったために閉店となった[190]。
  - 三重県は地元発祥の大手スーパーイオン（旧ジャスコ）の牙城で、当時ライバルであったダイエーの三重県内の出店はこの1店だけであった[要出典]。建物のテナントには、食料品スーパー「マルヤス」や津市の行政施設などが入居している。[要出典]

### 静岡県[192]

#### 静岡市
- トポス静岡店（旧:シヅオカヤ、1976年（昭和51年）3月20日[193] - 2001年（平成13年）5月6日[112]） 静岡市馬渕2-8-1[193]（現・駿河区）
  - 敷地面積約4,528m2[193]、鉄筋コンクリート造地上5階建て塔屋1階[193]、延べ床面積約11,615m2[193]、店舗面積約6,952m2[193]（当社店舗面積約1,374m2[193]）、駐車台数約300台[193]。
  - 「シーザースボウル」跡地に建設し[194]、1976年（昭和51年）3月に萩原商事（1991年（平成3年）6月にシヅオカヤに商号変更）が静岡駅南地区初の大型店として開業したの「ライフランド静岡」として開店した[195]。しかし、業績不振で忠実屋に経営権が移行し[196]、その後に忠実屋のダイエーグループ化に伴いダイエー系の店舗となった[196]。1994年（平成6年）にディスカウントストアのトポス静岡店となった後[197]、1996年（平成8年）3月1日にダイエー本体直営店の一つとなった[196]が、業績不振により2001年（平成13年）5月6日に閉店した[112]。当店のトポスへの業態転換は静岡食品メーカー同業会の1994年（平成6年）10大ニュース1位に選ばれている[197]。
  - 跡は、ヤマダ電機静岡店になっている。[要出典]
- グルメシティ静岡城北店（1975年（昭和50年）5月[192] - 2014年（平成26年）2月23日[広報 7]）静岡市北安東5-51-20[198]（現・葵区）
  - 閉店時の直営店舗面積約1,247m2[広報 7]。
  - 旧シヅオカヤ静岡城北店（店舗面積1,599m2）[192]。ボウリング場として使われていた建物を改装し開店。[要出典]
  - グルメシティ関東が首都圏で都市型食品スーパー事業に専念するため静岡県から撤退することになり[199]、その一環として2014年（平成26年）2月23日をもって閉店し、同年3月1日に[200]開店時の運営母体であった旧ヤオハンのマックスバリュ東海に譲渡された[201]。その後、店舗は改装され、同年3月5日に「マックスバリュエクスプレス静岡城北店」として再オープンした。[要出典]その後「ザ・ビッグ静岡城北店」となったが、建て替えのため2023年（令和5年）2月28日に閉店[広報 9][202]。
- 清水店（旧:シヅオカヤフランツ[192]→忠実屋フランツ[48]、1990年（平成2年）10月27日[203] - 2002年（平成14年）8月29日[204][205][206]） 清水市高橋5-1-1[203]（現・静岡市清水区）
  - 店舗面積約8,500m2[203]
  - 翌年3月21日、後継にユーストアが居抜き出店。後に名称変更されピアゴとなった。現在はバローを核としたテナント店舗となっている。[要出典]

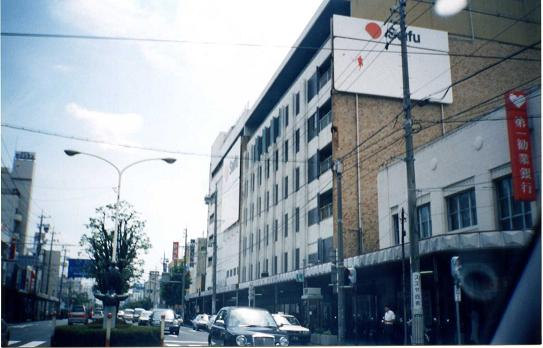
セイフー清水店

- セイフー清水店×（旧:ヤオハン清水店、1964年（昭和39年）9月1日[207] - 1972年（昭和47年）11月20日ヤオハン開店[208] - 1997年（平成9年）5月セイフー開店[209] - 2001年（平成13年）10月31日[210]） 清水市相生町4-5[208]（現・静岡市清水区）
  - 1969年（昭和44年）6月に清水市の行政指導による寄合百貨店・花菱百貨店として開店したが業績不振に陥ったため、昭和47年12月にヤオハンが買収して同社の清水店となった[166]。
  - 敷地面積約2,070m2[208]、鉄筋コンクリート造地下1階地上8階建て塔屋1階[208]、延べ床面積約6,029m2[208]、店舗面積約8,818m2[208]（直営店舗面積約5,324m2[208]）、駐車台数約300台[208]。
  - 閉店後建物は解体されてしばらく更地となった後、現在はトヨタカローラ静岡清水中央店となっている。トヨタカローラになったあとも立体駐車場が残されていたが、後に解体されている。[独自研究?]
- ハーフアンドトップ清水店× （旧:ヤオハン清水店[209]、1997年（平成9年）5月開店[209]）清水市（現・静岡市清水区）
  - セイフー清水店に出店していた店舗面積3,343m2の店舗であった[26]。（5階・6階）[要出典]
  - 2000年（平成12年）4月に営業していた全7店舗を閉鎖し、出向者を除く全従業員を解雇することになった[211]。

#### 駿河（静岡市を除く）
- 御殿場店（旧:忠実屋、1975年（昭和50年）7月[212]26日 - 2010年（平成22年）3月28日[広報 10][212]） 御殿場市新橋2023-2[213] 御殿場高田ビル[26]
  - 店舗面積6,002m2[26]、延べ床面積約19,376m2[26]。
  - 閉店時の直営店舗面積約5,329m2[広報 10]
  - 1975年（昭和50年）7月に忠実屋御殿場店として開店し、合併によりダイエー御殿場店となった閉店時の売り場面積6,046m2の御殿場市内最大の店舗だったが、業績の悪化により2010年（平成22年）3月28日に閉店となった[212]。
  - 跡は、ミートピアホートクが出店して[214]サンサンプラザになっている。[要出典]
- セイフー裾野店 → グルメシティ裾野店（旧:ヤオハン[215]、1994年（平成6年）6月[216] - 2014年（平成26年）4月13日[広報 11]）静岡県裾野市佐野1039 [216]
  - セイフー裾野店の店舗面積3,633m2[216]。閉店時の直営店舗面積約4,806m2[広報 11]
  - カネボウ不動産のベルシティ裾野に出店していた[216]。
  - グルメシティ関東が首都圏で都市型食品スーパー事業に専念するため静岡県から撤退することになり、その一環として2014年（平成26年）4月に閉店することになった[199]。
- ハーフアンドトップ裾野店（旧:ヤオハン[215]、1994年（平成6年）6月[216] - ?）静岡県裾野市佐野1039 [216]
  - 店舗面積2,358m2[216]。
  - カネボウ不動産のベルシティ裾野に出店していた[216]。
  - 2000年（平成12年）4月に営業していた全7店舗を閉鎖し、出向者を除く全従業員を解雇することになった[211]。
- 富士宮店（旧:ヤオハン[166]、1969年（昭和44年）4月[166] - 1998年（平成10年）12月1日 - 1999年（平成11年）12月31日） 富士宮市大宮1117-16[213]
  - 1969年（昭和44年）4月にヤオハン富士宮店として開店[166]。
  - ヤオハンによりセイフーに売却された後、大型店であるため東海ダイエーが運営していた。[要出典]黒字を目指すも集客がなく経営見込めず閉店[217]。
  - 跡地は地場資本のスーパーひのやグループが取得し[218]、「富嶽温泉花の湯」となっている。[要出典]
- 沼津店×[219]（旧:ヤオハン、1998年（平成10年）12月1日 - 2006年（平成18年）9月30日[220]） 沼津市釜の段1431-20[221]
  - 店舗面積9,482m2[26]、延べ床面積約20,952m2[26]。
  - ヤオハンによりセイフーに売却された後、大型店であるため[要出典]東海ダイエーが運営していた[26]が末期にはダイエー自体が運営していた。[要出典]跡地はマックスバリュ東海が2008年（平成20年）2月に建物を取得[広報 12]。2008年（平成20年）に建物を解体[222]。2009年（平成21年）9月5日にマックスバリュ沼津南店を開業した[219][223]。
- ハーフアンドトップ沼津店×[独自研究?] 沼津市釜の段1431-20[221]
  - 店舗面積3,073m2[26]、延べ床面積約5,796m2[26]。
  - 2000年（平成12年）4月に営業していた全7店舗を閉鎖し、出向者を除く全従業員を解雇することになった[211]。
  - 現在は解体されている。駐車場の敷地だった一部は、静岡県道22号三島富士線の拡幅用地に充てられた。[独自研究?]
- 十字屋沼津支店（1956年（昭和31年）5月[224] - 1994年(平成6年)11月末[225]）沼津市大手町5313[226]
  - 店舗面積約1,802m2[49]。
  - 仲見世商店街のほぼ中間に出店していた[227]。
- ハーフアンドトップ焼津店（1996年(平成8年)4月26日[228] - ?）焼津市本町5-5-5[228]
  - 1996年（平成8年）2月12日に閉店した西友焼津店の土地・建物を地場資本のスーパーもちづきが買収して改装したショッピングセンターの2階と3階に売場面積約3,300m2で出店したハーフアンドトップ直営の総合ディスカウント店だった[229]。
  - 2000年（平成12年）4月に営業していた全7店舗を閉鎖し、出向者を除く全従業員を解雇することになった[211]。

#### 伊豆
- グルメシティ熱海店×（? - 2014年（平成26年）2月23日[広報 7]） 熱海市清水町21-1[213]
  - 閉店時の直営店舗面積約5,492m2[広報 7]。
  - グルメシティ関東が首都圏で都市型食品スーパー事業に専念するため静岡県から撤退することになり[199]、その一環として2014年（平成26年）2月23日をもって閉店し、同年3月1日に開店時の運営母体であった旧ヤオハンのマックスバリュ東海に譲渡された[200]。事業譲渡後に初川を挟んで隣接する「マックスバリュ熱海店」へ統合して[230]衣料品や文具などのテナントも入居させる形で増床[200]。店舗の建物は解体して跡地を駐車場化することになっている[230]。
- グルメシティ伊東店（旧:ヤオハン[231]、1966年（昭和41年）5月15日開店[232]→1997年（平成9年）セイフー[231]→2006年（平成18年）グルメシティ[231] - 2013年（平成25年）10月31日[233]） 伊東市猪戸1-5-28[234]
  - JR伊東駅近い[235]湯の花通りに面し[233]、ヤオハングリーンライフ伊東店やナガヤ猪戸店と共に中心市街地の中核となる大型店の一つとして営業していたが[231]、店舗の老朽化などを理由に2013年（平成25年）10月31日に閉店することになった[231]。鉄骨4階建て売り場面積約4,535m2の[231]総合スーパーだった[236]。
  - 閉店直後の2013年（平成25年）12月に、開店時の運営母体であった旧ヤオハンのマックスバリュ東海が店舗を保有するグルメシティ関東から譲渡を受ける方向で基本合意に達して店舗を再開することが内定した[237]。
- 十字屋伊東店（1962年（昭和37年）11月[49] - 1996年（平成7年）7月閉店[238]）伊東市猪戸1-26[239]
  - 店舗面積約1,293m2[49]。
- グルメシティ修善寺店（1970年（昭和45年）4月21日[240] - 2014年（平成26年）2月23日[広報 7]） 伊豆市柏久保544-1[213]
  - 閉店時の直営店舗面積約2,462m2[広報 7]。
  - 八百半デパート修善寺店として開店[240]。
  - 八百半デパート修善寺店時の直営店舗面積約2,479m2[49]。
  - グルメシティ関東が首都圏で都市型食品スーパー事業に専念するため静岡県から撤退することになり[199]、その一環として2014年（平成26年）2月23日をもって閉店し、同年3月1日に開店時の運営母体であった旧ヤオハンのマックスバリュ東海に譲渡された[200]。店舗は改装され、同年3月6日に「マックスバリュ修善寺駅前店」として再オープンした。[要出典]

#### 浜松市

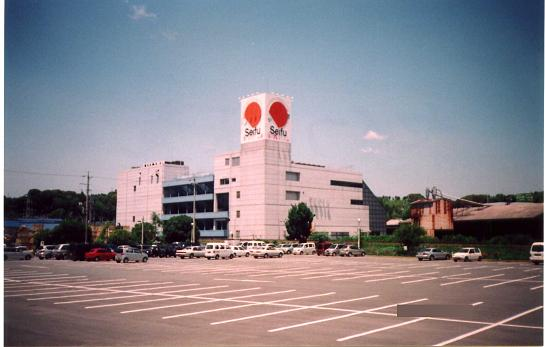
セイフー天竜店

- セイフーハイパー高丘店×（旧:ヤオハン、1992年12月10日[241] - ?） 浜松市中央区高丘町[241]
  - ヤオハンハイパー高丘店として開業した3階建て延べ床面積約14,752m2で売場面積約10,574m2に700台収容の駐車場を併設したディスカウント型のハイパーマートを標榜した店舗だったが、売場が1階〜3階までの3層に渡って展開されている総合スーパー型の売場構成であった[241]。
  - 跡地には遠鉄ストア高丘店が入居したが閉店。[要出典]その後建物は解体されて、2006年11月にはマンション『アーバンシティ浜松高丘』が完成している。[独自研究?]
- トウアサンライフ店×[要出典]（1977年（昭和52年）10月[242]1日 - ?）[要出典] 浜松市鴨江3-68-5[242][243]（現・浜松市中央区）
  - 店舗面積約588m2[242]。
  - 跡地につるみ鴨江店が出店するも閉鎖。解体され、セブン-イレブンになっている。[独自研究?]
- トウア名残店×[要出典]（1967年（昭和42年）11月[244] - ?） 浜松市鹿谷町21-14[244]（現・浜松市中央区）
  - 店舗面積約360m2[244]。
  - つるみ鹿谷店となったが閉鎖。建物は解体され佐鳴予備校になっている。[要出典]
- トウア和合泉店（1980年（昭和55年）8月[242]23日 - ?）[要出典] 浜松市和合町192-548[243]（現・浜松市中央区）
  - 店舗面積約298m2[242]。
  - つるみ和合泉店となったが閉鎖。[要出典]
- トウア雄踏店（1975年（昭和50年）8月[242]19日[要出典] - ?） 浜名郡雄踏町宇布見4648[245]（現・浜松市中央区）
  - 店舗面積約983m2[242]。
  - つるみ雄踏店となったが閉鎖されクックマート雄踏店となった。[要出典]
  - 株式会社つるみは2000年（平成12年）6月に株式会社セイフーから浜松地区の小型店5店を譲り受けたが、2002年（平成14年）3月25日破産により全店閉鎖。[要出典]
- セイフー天竜店（旧:ヤオハン、テピアショッピングセンター内[246]、1990年（平成2年）3月8日[166] - 1997年（平成9年）[246] - 2006年（平成18年）2月28日[246]） 浜松市天竜区
  - 店舗面積7,275m2[26]、延べ床面積約14,102m2[26]。
  - テピアショッピングセンターの核店舗として1990年（平成2年）3月8日にヤオハンデパート天竜店として開店し[166]、1997年（平成9年）にダイエーに営業譲渡されて子会社のセイフーの店舗となった[246]。
  - 1階の食品売場と3階の家庭雑貨など売場を持ち、準核店舗としての地元衣料スーパー「イケダヤ」や地元の専門店などが同居し、テピアショッピングセンターの店舗面積は7,275m2で500台収容の駐車場が併設されていた[246]。
  - その後建物はイケダヤの事務所兼配送センターとして使用されてきたが2021年に解体工事開始[247]。跡地には2022年に杏林堂薬局二俣店がオープンした。[独自研究?]

#### 遠江（浜松市を除く）
- ハーフアンドトップ掛川桜木店（旧:ヤオハン ビッグエイト掛川桜木店[215]、1985年（昭和60年）6月開店[248] - ?） 掛川市
  - 店舗面積2,479m2[215]。
  - 旧・ヤオハン掛川店[209]。
  - 2000年（平成12年）4月に営業していた全7店舗を閉鎖し、出向者を除く全従業員を解雇することになった[211]。
  - つるみ桜木店となった後、クリエイトSD掛川桜木店となった。[独自研究?]
- セイフー袋井店（旧:ヤオハン[215]、1982年（昭和57年）12月開店[49] - 1997年（平成9年）5月セイフー開店[209] - 1999年（平成11年）11月） 袋井市 袋井センタービル[26]
  - 袋井センタービル（店舗面積37,275m2、延べ床面積約13,471m2）に出店していた[26]。
  - 店舗面積8,467m2[26]。
  - 八百半デパート袋井店時の直営店舗面積約6,434m2[49]。
- ハーフアンドトップ袋井店（旧:ヤオハン[215]、1982年（昭和57年）12月開店[49] - 1999年（平成11年）11月） 袋井市 袋井センタービル[26]
  - 袋井センタービルにセイフーと共に出店していた[26]。
  - 店舗面積2,132m2[26]。
  - 2000年（平成12年）4月に営業していた全7店舗を閉鎖し、出向者を除く全従業員を解雇することになった[211]。
- 富士見店[52]